# Château du Bellay
Le château du Bellay est un château situé en France sur la commune d'Allonnes, dans le département de Maine-et-Loire en région Pays de la Loire.
Il fait l’objet d'une inscription au titre des monuments historiques depuis le 8 novembre 1995.

## Localisation
Le château est situé au nord de la Loire sur la commune d'Allonnes, à l'est du département français de Maine-et-Loire et de la région Pays de la Loire.

## Historique
Berceau de la famille du Bellay, qui donnera de nombreux hommes illustres : des évêques de Paris, de Poitiers, du Mans ou de Fréjus, des abbés et des clercs, dont le plus célèbre reste le poète Joachim du Bellay (il appartenait à une branche cadette, possessionnée à Liré et à La Turmelière, mais pas au Bellay qui relevait de la branche aînée), le château appartient ensuite à plusieurs familles,,, avant d’arriver au cours du XIXe siècle, à la famille Feuillant, famille de riches industriels (dont un gérant de la Compagnie générale des Omnibus de Paris, ancêtre de la RATP), puis passe par alliance à la famille de Contades, descendants du Maréchal Louis-Georges-Erasme de Contades, dont les propriétaires actuels sont les descendants.
Durant la Seconde Guerre mondiale, à cause de sa position stratégique et de sa proximité avec Saumur, le Général allemand Kurt Feldt réquisitionna le château durant la Défense de la Loire où les Allemands furent bloqués par la défense héroïque des Cadets de Saumur.
L'édifice est inscrit au titre des monuments historiques en 1995.